# Joseph Calleia
Joseph Calleia, alternativnamn Joseph Spurin Calleia och Joseph Spurin-Calleia, född Joseph Alexander Caesar Herstall Vincent Calleja den 4 augusti 1897 i Mdina på Malta, död 31 oktober 1975 i Sliema på Malta, var en maltesisk-amerikansk skådespelare. Han var även med och producerade filmen Robin Hood från Eldorado (1936).

## Filmografi
- Johnny Cool (1963)
- Alamo (1960)
- Den vita indianen (1958)
- En djävulsk fälla (1958)
- Vild är vinden (1957)
- Hett blod (1956)
- Snabbskytten (1956)
- Serenad (1956)
- Havets byte (1955)
- En våghals i Mexico (1954)
- Kuliga kumpaner (1953)
- Rymmare i Rom (1952)
- Duellanten (1952)
- Yankee Buccaneer (1952)
- Valentino - kvinnotjusaren (1951)
- Revansch! (1950)
- Vendetta (1950)
- Brännmärkt (1950)
- Uppåt väggarna (1948)
- Död eller levande (1948)
- Snaran (1948)
- Lockfågeln (1947)
- Gilda (1946)
- Om ock tusen falla (1944)
- Konspiratörer (1944)
- Klockan klämtar för dig (1943)
- Glasnyckeln (1942)
- Djungelboken (1942)
- Natt över öknen (1941)
- The Monster and the Girl (1940)
- West i västern (1940)
- Hämnaren från Klippiga bergen (1940)
- Fem kom tillbaka (1939)
- Golden Boy (1939)
- Tre tokiga detektiver (1939)
- Frihetshjälten Juarez (1939)
- Algiers (1938)
- Marie Antoinette (1938)
- Bad Man of Brimstone (1937)
- Man of the People (1937)
- Den gröna lanternan (1937)
- Efter den gäckande skuggan (1937)
- Hans broders hustru (1936)
- Tough Guy (1936)
- Public Hero Number One (1935)
- Riff Raff (1935)
- Exclusive Story (1934)
- En kvinna ombord (1931)